# Бедный, Борис Ильич
Бори́с Ильи́ч Бе́дный (род. 24 марта 1951 года) — российский физик.
Окончил Горьковский государственный университет в 1972-м году, кандидат физико-математических наук (1977), доктор физико-математических наук (1997). Тема докторской диссертации: «Электронное состояние поверхности GaAs и InP: диагностика, управление, пассивация». Профессор кафедры электроники твердого тела (1998) ННГУ.

## Карьера
Заместитель директора Нижегородского центра инкубации наукоёмких технологий (1994—1998); заместитель декана по научной работе факультета управления и предпринимательства ННГУ. Член совета Верхне-Волжского отделения Академии Технологических Наук Российской Федерации, член совета и дирекции Регионального учебно-научного центра подготовки кадров наукоёмкого предпринимательства.
С 2001 года назначен на должность руководителя аспирантуры и докторантуры ННГУ, с 2003 года — директор Института аспирантуры и докторантуры ННГУ, заведующий кафедрой трансфера технологий и предпринимательства в научно-технической сфере.

## Научная деятельность
Сферы научных интересов — электронные процессы на поверхности и границах раздела полупроводников; наукометрия; социология науки и образования.

## Научные труды
Опубликовал более 180 работ, в том числе:
- Sulfide passivation of the GaAs surface: unpinning of the Fermi level // Semiconductors, 1995, V. 29, № 8, P . 776—784.
- Зависимость стационарной фотопроводимости от фотопотенциала поверхности в GaAs // Физика и техника полупроводников. 1983. — Т. 17. — № 7. — С. 1302—1304 (в соавторстве с А. Н. Калининым и И. А. Карповичем).
- Физические процессы в полупроводниках и полупроводниковых приборах при фотовозбуждении. — Горький: изд-во ГГУ, 1988.
- Зависимость приповерхностного изгиба зон от объемной концентрации носителей заряда // Поверхность. 1993. — № 10. — С. 58—64.
- О трансформации потенциального барьера на границе GaAs/Au // Физика и техника полупроводников. 1999.- Т. 33. — № 11. — С. 1350—1354.
- Интерактивная программа для компьютерного моделирования углеводного обмена при инсулинозависимом сахарном диабете // Вестник РАЕН. 2000. — Вып. 3. — С. 75—79 (в соавторстве с В. Н. Агаревым, И. С. Емельяновой).
- Перспективные научные направления и технологии XXI века // Н. Новгород: ННГУ, 1999.
- Российская наука в зеркале публикаций // Мир библиографии. 2002. — № 4. — С. 36—41.
- Диагностика потенциала подготовки научных кадров вуза // Высшее образование в России. 2003. — № 4. — С. 3—14 (в соавторстве с А. Ф. Хохловым, Г. А. Максимовым).
- Продуктивность исследовательской работы аспирантов (наукометрические оценки) // Высшее образование в России. 2006. — № 7. — С. 20—36 (в соавторстве с А. А. Мироносом, Т. В. Серовой).
- Факторы эффективности и качества подготовки научных кадров (социологический анализ) // Университетское управление: практика и анализ. 2007. — № 5. (в соавторстве с А. А. Мироносом, С. С. Балабановым)
- О подготовке специалистов высшей квалификации в области точных и естественных наук (экспертные оценки деятельности аспирантуры) // Alma mater (Вестник высшей школы). 2007. — № 8. — С. 23—42. (в соавторстве с А. А. Мироносом, Т. В. Серовой)
- Модель диагностики научного потенциала и результативности аспирантуры // Высшее образование в России. 2008. — № 5. — С. 121—131 (в соавторстве с А. А. Мироносом)